# 김명연 (1893년)
김명연(金明淵, 일본식 이름: 金原明淵, 1893년 ~ ?)은 일제강점기의 관료이다.

## 생애
출신지는 경기도 개성부이다. 경성부에 유학하여 경성고등보통학교를 1913년에 졸업하였다.
학교를 졸업하던 해에 보통문관시험에 합격하여 조선총독부 참사관실에서 판임관 견습으로 근무를 시작했다. 이듬해에는 정식으로 발령받아 관방 서무부 문서과와 조사과, 내무국 지방과와 사회과, 식산국 농무과 등에서 근무했다.
약 17년 동안 총독부 관리로 일한 끝에 1930년에는 총독부 군수로 승진했다. 충청북도 진천군 군수가 된 뒤 1932년 초에는 제천군으로 이동했고, 같은 해 말에 괴산군 군수가 되었다.
괴산군수로 재직 중이던 1935년에 총독부가 편찬한 《조선공로자명감》에 조선인 공로자 353명 중 한 명으로 수록되어 있다. 일본 정부로부터 훈6등 서보장을 수여받는 등 1937년을 기준으로 종6위 훈6등에 서위되어 있었다.
2008년 공개된 민족문제연구소의 친일인명사전 수록예정자 명단의 관료 부문에 포함되었다.

## 참고자료
- 김명연(金明淵) - 국사편찬위원회